# Тарасов, Савва Иванович
Савва Иванович Тарасов (25 апреля 1934, Шологонский наслег, Горный улус, Якутская АССР — 6 ноября 2010) — Народный поэт Республики Саха (Якутия). Один из авторов гимна Республики Саха (Якутия).

## Биография
Родился 25 апреля 1934 года в Шологонском наслеге Горного улуса в семье крестьянина. Окончил Высшую комсомольскую школу при ЦК ВЛКСМ и Высшие литературные курсы при Литературном институте имени А. М. Горького.
С 1953 года работал редактором газеты «Эдэр коммунист», заместителем главного редактора журнала «Хотугу сулус», заведующим отделом культуры редакции газеты «Кыым».
В 1993—1998 годах — председатель правления Союза писателей Якутии, избирался секретарём правления Союза писателей России, в течение многих лет являлся членом советского Комитета солидарности писателей стран Азии и Африки.

## Творчество
Стихи Саввы Тарасова публиковались на страницах республиканских газет и журналов Якутии. Первая книга «Таптыыр сахам тылынан» (На родном якутском языке) издана в 1961 году. Им опубликовано около 30 книг стихов и поэм на якутском и русском языках. В Москве на русском языке вышли его сборники «На берегах Синэ» и «Цветок аласа». Им переведены на якутский язык поэмы Е. Исаева «Суд памяти», С. Острового «Мама», трагедии Уильяма Шекспира «Макбет» и «Гамлет», а также «Медея» Еврипида. На русский язык его стихи переводил Егор Самченко.
Член Союза писателей СССР с 1964 года.

## Награды и звания
- Медаль Пушкина (16 февраля 2010 года) — за заслуги в развитии отечественной культуры и искусства, многолетнюю плодотворную деятельность[1].
- Народный поэт Республики Саха (Якутия).
- Заслуженный работник культуры Якутской АССР.
- Лауреат премии Якутского комсомола.
- Лауреат республиканской журналисткой премии имени Е. Ярославского.
- Лауреат Государственной премии Республики Саха (Якутия) им. П. А. Ойунского за 2002 год.
- Лауреат литературной премии «Алаш» Республики Казахстан.
- Лауреат Большой литературной премии за 2004 год.
- Почётный гражданин Республики Саха (Якутия) (2009)[2].

## Память
Имя Саввы Тарасова присвоено Ертской средней школе Горного улуса.